# Bruce Blain
Pour les articles homonymes, voir Blain (homonymie).
Bruce Blain est un acteur canadien né le 8 mars 1966 à Gatineau au Québec.

## Filmographie

### Cinéma
- 2008 : Bangkok Dangerous : le journaliste paniqué
- 2011 : Very Bad Trip 2 : le patron du Soi Cowboy
- 2011 : The Lady : l'invité de la soirée
- 2012 : Le Roi Scorpion 3 : L'Œil des dieux : un soldat romain
- 2012 : The Impossible : un touriste américain
- 2012 : The Mark (en) : le policier des airs
- 2013 : The Mayor's Cabinet : Maire Philips
- 2013 : Vikingdom : L'Éclipse de sang : Bernard
- 2014 : Rampage 2 : le sans-abri
- 2014 : Lonesome Dove Church : Hillbilly
- 2014 : Leprechaun: Origins : Ian
- 2015 : Santa's Little Helper : un motard
- 2016 : Countdown (en) : le concierge
- 2016 : Rampage: President Down : le sans-abri
- 2017 : Max 2: White House Hero de Brian Levant : le chef russe
- 2017 : 1922 : un garde
- 2018 : Walking the Fenceline : Jim

### Télévision

#### Séries télévisées
- 2013 : Untold Stories of the ER (1 épisode) : Professeur Duncan
- 2013 / 2015 : Supernatural (épisodes 8x23 / 11x07) : Coach Pil Evans / Dwight Charles
- 2014 : Working People: A History of Labour in British Columbia (3 épisodes)
- 2014 : Rush (saison 1, épisode 5) : M. Valchek
- 2014 : Gracepoint (mini-série, épisode 1) : Repo Man
- 2015 : Motive (saison 3, épisode 3) : un sans-abri
- 2015 : The Returned (saison 1, épisode 7) : le jardinier
- 2015 : Wayward Pines (saison 1, épisode 2) : un homme
- 2016 : Gintama (3 épisodes) : Tendoshu
- 2016 : iZombie (saison 2, épisode 15) : Sonny
- 2016 : Timeless (saison 1, épisode 8) : le plombier
- 2016 : Shut Eye (saison 1, épisode 10) : le sergent de police
- 2017 : DC: Legends of Tomorrow (saison 2, épisode 9) : le commissaire de police
- 2017 : When We Rise (saison 1, épisode 1) : Man Taking Form
- 2017 : The Arrangement (saison 1, épisode 7) : Ollie Flanagan
- 2017 : Messiah Complex : Novak
- 2017 : Good Doctor (saison 1, épisode 4) : le chauffeur de bus
- 2017-2020 : Riverdale (5 épisodes) : Vic
- 2017-2018 : Once Upon a Time (9 épisodes) : le commissaire de police
- 2018 : The Magicians (saison 3, épisode 2) : un policier
- 2018 : Altered Carbon (saison 1, épisode 8) : le garde au manchon
- 2018 : Salvation (saison 2, épisode 11) : Shérif Watkins
- 2018 : Girlfriends' Guide to Divorce (saison 5, épisode 6) : Car Dealer
- 2018 : Arrow (saison 7, épisode 6) : Pyotr Roslov
- 2019 : The InBetween (saison 1, épisode 2) : Martin Keel
- 2021 : Le Fléau (mini-série, épisode 4) : Poul Impening
- 2021 : Zoey et son incroyable playlist (saison 2, épisodes 10 & 11) : Croupier Fred

#### Téléfilms
- 2013 : Jinxed de Stephen Herek : le manifestant qui mange de la tarte
- 2015 : Breed de Scott Winant : un motard
- 2016 : On the Farm de Rachel Talalay : Dave Pickton
- 2016 : Quand la demoiselle d'honneur s'en mêle (Wedding Bells) de Gary Yates : Tony
- 2016 : Une nouvelle tradition pour Noël (Looks Like Christmas) de Terry Ingram : Clyde
- 2017 : Vérités cachées : Le Secret de Lily (Concrete Evidence: A Fixer Upper Mystery) de Mark Jean : Mike
- 2018 : Counterfeiting in Suburbia de Jason Bourque : le concierge de l'école
- 2019 : Quand Harry épouse Meghan: Mariage royal (Harry & Meghan: Becoming Royal) de Menhaj Huda : Tom Markle
- 2019 : L'Île aux mariages (In the Key of Love) de Clare Niederpruem : Fisherman
- 2019 : Un Noël plein d'espoir (Christmas Town) de David Weaver : Conductor
- 2019 : Les petits meurtres de Ruby : héritage empoisonné (Ruby Herring Mysteries: Her Last Breath) de Fred Gerber : Police Mechanic
- 2020 : Moi, Kamiyah, enlevée à la naissance (Stolen by My Mother: The Kamiyah Mobley Story) de Jeffrey W. Byrd : The Chaplain

### Jeu vidéo
- 2016 : Homeworld: Deserts of Kharak : Capitaine Sakala et l'intercepteur Gaalsien
- 2018 : Far Cry 5 : Casey Fixman